# Heinrich LI. (Reuß-Ebersdorf)
Heinrich LI. Reuß (jüngere Linie) (* 16. Mai 1761 in Ebersdorf; † 10. Juli 1822 ebenda) war Fürst Reuß zu Ebersdorf. 

## Leben
Heinrich LI. war ein Sohn des Grafen Heinrich XXIV. Reuß zu Ebersdorf und dessen Gemahlin Gräfin Karoline Ernestine zu Erbach-Schönberg. Er folgte seinem Vater 1779 als Graf zu Ebersdorf. Am 9. April 1806 wurde er zum Fürsten Reuß zu Ebersdorf erhoben. Mit seinem Land trat er 1807 dem Rheinbund und 1815 dem Deutschen Bund bei. 
Heinrich LI. heiratete am 16. August 1791 Luise (1772–1832), Tochter des Grafen Gotthelf Adolph von Hoym und letzte ihres Geschlechts. Mit ihr hatte er folgende Kinder:
- Karoline (1792–1857)
- Heinrich LXXII. (1797–1853), Fürst Reuß zu Ebersdorf
- Adelheid (1800–1880) ⚭ 1820 Fürst Heinrich LXVII. Reuß zu Schleiz